# Vadim Emelianov
Vadim Emelianov (n.  ?) a fost un boxer ce a reprezentat Uniunea Republicilor Sovietice Socialiste, medaliat olimpic. A participat la o ediție a Jocurilor Olimpice (1964) în care a câștigat o medalie de bronz.

## Participări
Lista de mai jos prezintă principalele competiții la care a participat Vadim Yemelyanov de-a lungul carierei.